# Lebaksitu
Lebaksitu is een bestuurslaag in het regentschap Lebak van de provincie Banten, Indonesië. Lebaksitu telt 3459 inwoners (volkstelling 2010).